# J'aime pas l'amour
Albums de Olivia Ruiz
La Femme chocolat
(2005)
J'aime pas l'amour est le premier album d'Olivia Ruiz, sorti en 2003 chez Polydor / Universal, vendu à près de 80 000 exemplaires.

## Titres de l'album
1. Qui sommes-nous ? (Chet / Jérôme Rebotier)
2. Énervé (Philippe Prohom)
3. Petite Fable (Weepers Circus)
4. J'aime pas l'amour (Juliette)
5. Pas si vieille (Philippe Prohom)
6. Le Tango du qui (S. Balmino / D. Henault-Parizel)
7. De l'air (S. Balmino / D. Henault-Parizel)
8. De toi à moi (Nery / Olivier Daviaud)
9. La Dispute (Olivia Ruiz / Iso Diop - Noel Assolo)
10. Les Vieux Amoureux (Chet / Jérôme Rebotier)
11. L'Absente (Patrice Maktav / Phil Baron)
12. Malaguena (Elpidio Ramirez / Pedro Galindo)

## Petite fable
Le troisième titre de l'album, Petite fable, écrit par le Weepers Circus, transpose dans l'univers du conte ce qu'a ressenti d'Olivia Ruiz lors de sa participation à l'émission de télévision Star Academy, cette participation étant pour Olivia Ruiz « un passage douloureux mais obligé ».

## Singles
- J'aime pas L'Amour
- Qui Sommes Nous ?
- Petite Fable
- Le Tango du Qui

## Classements
| Pays          | Meilleure position | Semaines classées |
| ------------- | ------------------ | ----------------- |
| France        | 87                 | 20                |
| Belgique (Fr) | 95                 | 1                 |